# 鳥屋村 (新潟県)
鳥屋村（とやむら）は、かつて新潟県北蒲原郡にあった村。1906年4月1日の合併によって消滅し、現在は新潟市北区の一部となっている。
以下の記述は合併直前当時の旧鳥屋村に関しての記述であり、現在では名称等が異なる場合がある。なお、ここに記述されていない内容に関しては新潟市などの記事を参照。

## 沿革
- 1889年（明治22年）4月1日 - 町村制施行に伴い北蒲原郡鳥屋村、須戸新田村、早通村、仏伝新田、下早通村が合併し、鳥屋村が発足。村役場は旧鳥屋村に設置[2]。
- 1906年（明治39年）4月1日 - 北蒲原郡島崎村、笹山村、藤井村（一部）と合併し、木崎村となり消滅。

## 地域
鳥屋村は、合併した村名を継承する以下の大字で構成される。
鳥屋（とや）

1889年（明治22年）まであった鳥屋村の区域。現在の新潟市北区鳥屋。
須戸（すど）
1889年（明治22年）まであった須戸新田村の区域。現在の新潟市北区須戸および早通北・早通南・彩野の一部。
早通（はやどおり）
1889年（明治22年）まであった早通村の区域。現在の新潟市北区早通および早通北・早通南・彩野の一部。
仏伝（ぶつでん）
1889年（明治22年）まであった仏伝新田の区域。現在の新潟市北区仏伝および早通南の一部。
下早通（しもはやどおり）

1889年（明治22年）まであった下早通村の区域。現在の新潟市北区下早通。

## 交通

### 鉄道路線
現在は旧村域に東日本旅客鉄道（JR東日本）白新線早通駅が設置されているが、当時は未開通。